# Léo Matos
Pour les articles homonymes, voir De Matos.
Léonardo de Matos Cruz, plus communément appelé Léo Matos, est un footballeur brésilien né le 2 avril 1986 à Niterói pouvant évoluer au poste d'arrière droit ou de milieu droit.

## Biographie
Il évolue de juillet 2004 à mai 2005 en tant que professionnel au sein de l'Olympique de Marseille. Il ne compte aucune apparition en équipe première mais est crédité de bonnes prestations en équipe réserve au poste de défenseur latéral droit.
Il est prêté lors de la saison 2004-2005 au club brésilien de Flamengo. Son contrat avec le club marseillais doit s’achever en juin 2009 mais en janvier 2007, il rejoint le club de Paraná Clube, après résiliation de son contrat avec Marseille.

## Palmarès

### En club
Figueirense
- Champion de Santa Catarina en 2008.

 PAOK Salonique
- Coupe de Grèce : 2017 et 2018
- Championnat de Grèce : Vice-champion : 2017

### En sélection
Brésil -17 ans
- Champion du monde des moins de 17 ans en 2003

## Statistiques
Le tableau ci-dessous récapitule les statistiques de Léo Matos depuis ses débuts professionnels :
| Saison                | Club                  | Championnat           | Championnat | Championnat | Coupe(s) nationale(s) | Coupe(s) nationale(s) | Compétition(s) continentale(s) | Compétition(s) continentale(s) | Compétition(s) continentale(s) | Total | Total |
| Saison                | Club                  | Division              | M.          | B.          | M.                    | B.                    | Comp.                          | M.                             | B.                             | M.    | B.    |
| 2005                  | Flamengo              | 1                     | 6           | 0           | -                     | -                     | -                              | -                              | -                              | 6     | 0     |
| 2006                  | Flamengo              | 1                     | 0           | 0           | -                     | -                     | -                              | -                              | -                              | 0     | 0     |
| 2006-2007             | Marseille             | 1                     | 0           | 0           | -                     | -                     | -                              | -                              | -                              | 0     | 0     |
| 2007                  | Paraná                | 1                     | 19          | 0           | -                     | -                     | CL                             | 2                              | 0                              | 21    | 0     |
| 2008                  | Figueira              | 1                     | 7           | 0           | -                     | -                     | -                              | -                              | -                              | 7     | 0     |
| 2009                  | Vila Nova             | 2                     | ?           | ?           | -                     | -                     | -                              | -                              | -                              | ?     | ?     |
| 2009-2010             | Odessa                | 1                     | 13          | 0           | -                     | -                     | -                              | -                              | -                              | 13    | 0     |
| 2010-2011             | Odessa                | 2                     | 16          | 0           | 1                     | 0                     | -                              | -                              | -                              | 17    | 0     |
| 2011-2012             | Odessa                | 1                     | 19          | 7           | 3                     | 1                     | -                              | -                              | -                              | 22    | 8     |
| 2012-2013             | Odessa                | 1                     | 28          | 3           | 5                     | 2                     | -                              | -                              | -                              | 33    | 5     |
| 2013-2014             | Odessa                | 1                     | 22          | 0           | 3                     | 0                     | C3                             | 10                             | 0                              | 35    | 0     |
| Total sur la carrière | Total sur la carrière | Total sur la carrière | 130         | 10          | 12                    | 3                     | -                              | 12                             | 0                              | 154   | 13    |